# Gentská univerzita
Gentská univerzita (vlámsky: Universiteit Gent) je belgická veřejná výzkumná univerzita ve městě Gent. Založena byla roku 1817 králem Vilémem I. Nizozemským. V roce 1930 se stala první univerzitou v Belgii, na níž se začalo vyučovat ve vlámštině (nizozemštině). Do té doby byla jazykem vyšší vzdělanosti v Belgii výhradně francouzština. Vlámský charakter si škola uchovává dodnes. Roku 1991, poté, co získala mnohem větší autonomii, vypustila ze svého názvu adjektivum "státní". Studuje na ní okolo 44 tisíc studentů. V Šanghajském žebříčku, který tradičně hierarchizuje nejlepší vysoké školy na světě, byla v roce 2021 vyhodnocena jako 71. nejlepší univerzita na světě a nejlepší univerzita v Belgii. Ke slavným absolventům patří vynálezci Leo Baekeland, Joseph Plateau a Robert Cailliau, nositelé Nobelovy ceny Corneille Heymans a Maurice Maeterlinck, sociolog Adolphe Quetelet, premiéři Belgie Yves Leterme a Guy Verhofstadt, architekt Henry van de Velde nebo předseda Mezinárodního olympijského výboru Jacques Rogge.